# Analogie mechano-elektro-akustyczne
Analogie mechano-elektro-akustyczne – system opisu zjawisk akustycznych albo funkcjonowania mechanizmów wykorzystujący zależności opisujące zjawiska występujące w obwodach elektrycznych.
Opis taki jest możliwy wówczas, gdy np. przestrzeń, w której przemieszcza się fala akustyczna opisana zostanie przy pomocy elementów elektrycznych. Wówczas np. napięcie elektryczne (różnica potencjałów elektrycznych) staje się analogiem różnicy ciśnień, przepływ prądu elektrycznego przez przewód elektryczny równoważny jest przepływowi gazu (lub cieczy) przez kanał (rurę), opornik reprezentuje zwężkę w tej rurze, kondensator staje się analogiem zbiornika, indukcyjność – bezwładności gazu/cieczy itp.
Podobne analogie mechanicznych układów drgających natomiast wiążą siłę, prędkość, masę, tłumienie, sprężystość itp. ze zjawiskami elektromagnetycznymi.
| analogie mechano-elektryczne | analogie mechano-elektryczne                    |
| ---------------------------- | ----------------------------------------------- |
| położenie                    | ładunek elektryczny                             |
| prędkość                     | natężenie prądu                                 |
| masa                         | indukcyjność                                    |
| współczynnik sprężystości    | odwrotność pojemności elektrycznej              |
| współczynnik tłumienia       | rezystancja                                     |
| siła                         | siła elektromotoryczna                          |
| energia kinetyczna           | energia magnetyczna zgromadzona w indukcyjności |
| energia potencjalna          | energia elektryczna zgromadzona w kondensatorze |